# Reichenau (Badenia-Wirtembergia)
Reichenau – miejscowość i gmina w Niemczech, w kraju związkowym Badenia-Wirtembergia, w rejencji Fryburg, w regionie Hochrhein-Bodensee, w powiecie Konstancja, wchodzi w skład wspólnoty administracyjnej Bodanrück-Untersee. Leży na wyspie Reichenau, na Jeziorze Bodeńskim (Untersee).

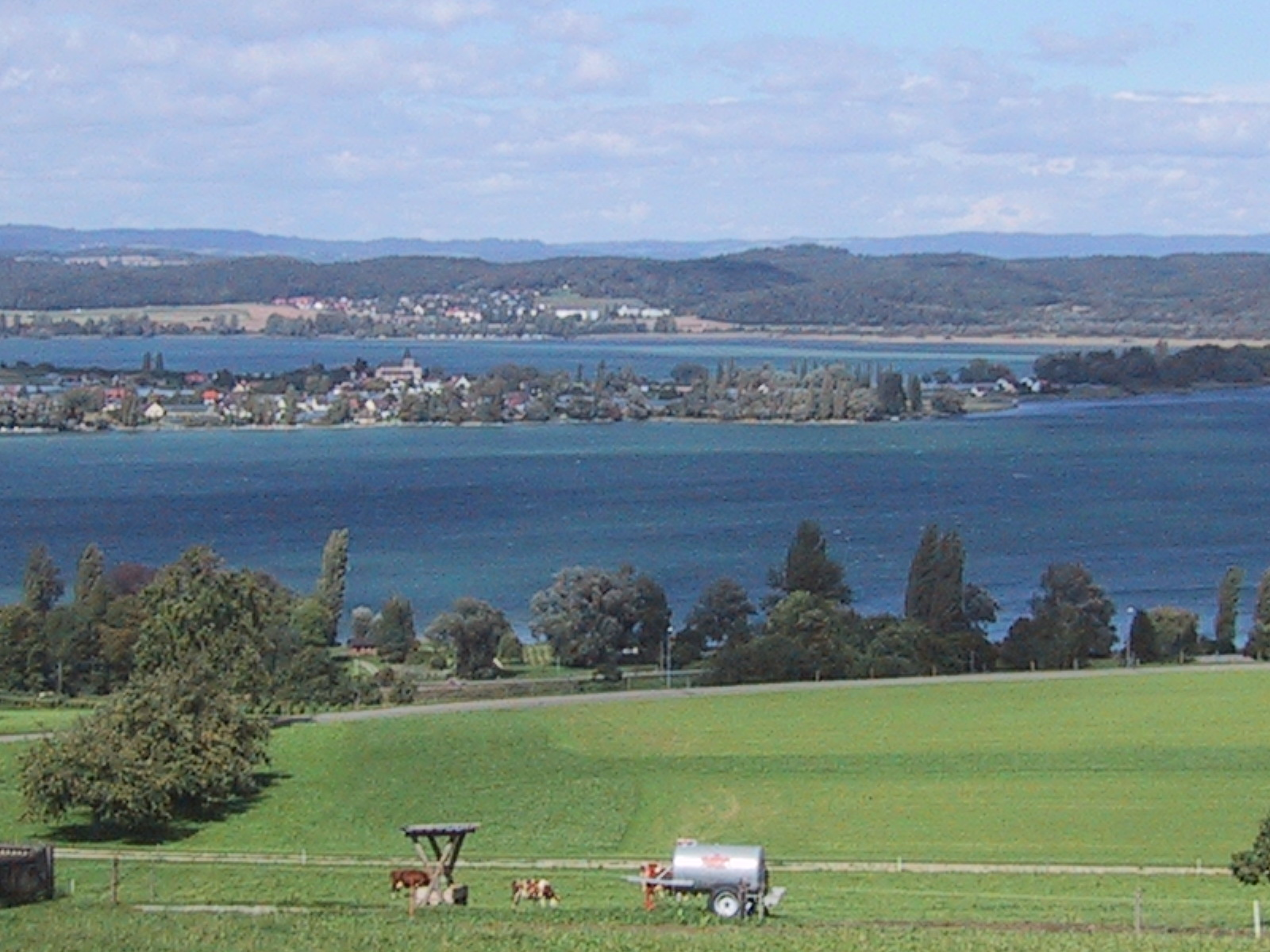
Wyspa Reichenau